# Hani Albader
Hani Albader ist ein US-amerikanischer DJ aus New York City. Seine Musik ist dem House zuzuordnen. Ihm gelang es sowohl im Underground als auch im Mainstream Erfolge zu feiern.

## Karriere
Albader begann seine Karriere im Alter von 15 Jahren, als Disc Jockey. Später wurde er Musikproduzent von Underground-Acid House, 1993 für Carl Craigs Label (Planet-e) und 1994 für Deep Dishs Label (Yoshitoshi). Seine Karriere als Remixer begann er, indem er Lieder für Künstler wie Deee-Lite, Repercussions und Urban Soul remixte. 
Albader ist gelernter Tontechniker und arbeitete eine Zeit lang bei den Bass Hit Studios in New York City, wo er mit berühmten Dance-Musikern wie Masters At Work, Roger Sanchez und Danny Tenaglia zusammenarbeiten durfte. Von Anfang an remixte er Lieder, die ihm gefielen, zu seiner eigenen Freude. Diese Remixes schickte er dann zu den Originalverlegern. So wurden auch Major-Labels auf ihn aufmerksam. Er remixte dadurch viele Lieder für Weltstars, wie zum Beispiel Michael Jacksons Earth Song und Stranger in Moscow, zu hören auf dem Album Blood on the Dance Floor – HIStory in the Mix (eines der kommerziell erfolgreichsten Remixalben aller Zeiten). 
Im Sommer 1996 remixte er für Joi Cardwell den Club-Hit Soul to Bare. Zudem remixte er für Jean Michel Jarre Oxygène 8. Albader hat auch mit Frankie Knuckles an einem Remixprojekt gearbeitet. Knuckles sagte über Albader: „Er ist eine Person, die mich wirklich beeindruckte. Es ist ein gewisser Sound, in dem, was er macht, von dem ich denke, dass er wirklich, wirklich interessant ist. Ich mag den Touch, den er hat.“ 1997 remixte er Jay-Zs Can't Knock The Hustle, One More Night von Amber, Elton Johns Rocket Man und Brown Acid (Pink Floyd vs. Underworld). 
1998 erhielt er von Jeff Wayne (Jeff Wayne’s Musical Version of the War of the Worlds) den Auftrag Eve of the War zu remixen. 1999 hatte er einen Nummer-eins-Hit in den „Hot Dance Club Play“-Charts des Billboard Magazines mit seiner Single Baby Wants to Ride. Im selben Jahr hat er auch Drugs Are Bad... Mmmkay? aufgenommen, eine Hommage an die satirische Animationsserie South Park. Sein Mashup Cry Me a River vs. Let It Whip wurde von vielen US-amerikanischen Radiosendern rauf und runter gespielt. 
2004 gelang ihm mit den Remixes von Alicia Keys’ Diary ein Nummer-eins-Hit in den „Hot Dance Club Play“-Charts. Im nächsten Jahr kam sein Remix von Lose Control (im Original von Missy Elliott feat. Ciara & Fatman Scoop) bis auf Platz 5 der „Hot Dance Club Play“-Charts. 
2006 gründete Albader das Label Soterios, das ausschließlich seine Musik veröffentlicht. Seine bisher letzten Remixes waren My Love von Justin Timberlake und Hurt von Christina Aguilera.

## Pseudonyme
Unter folgenden Namen hat Albader seine Werke veröffentlicht. Die meisten veröffentlicht er jedoch einfach unter seinem Vornamen Hani.
- Beethoven on LSD
- Disconfect
- Extra Sauce
- Faders Inc.
- Jack Shaft
- Jesus Juice
- Knight Keys
- LBN
- Miles Black Love
- MFF
- Mr. Mackey
- Musk Men
- Num Sound
- SeXTicy
- The North Seeking Project
- Virus

## Diskografie
- 1991: My T-Rain / Boody Roody / Dreams
- 1993: Baby Love
- 1995: Victim of Circumtrance Project
- 1995: The North Seeking Project
- 1995: I Never Thought / Exploding All Over Europe
- 1996: Strictly Ripping
- 1996: Plaza 3
- 1996: Baby Wants to Ride
- 1999: Born to Synthesize
- 1999: Drugs Are Bad... Mmmkay?
- 1999: Time Square (The Beginning)
- 2004: Never Felt This Way
- 2005: Must Be That Sound (mit Roland Clark)
- 2005: Story of My Life
- 2006: Look Better Naked
- 2006: I Am Coming
- 2006: Turn It Loose
- 2006: Raw SeXTicy
- 2006: Superlogical
- 2006: Middle of the Night (mit Andrea Martin)
- 2007: All I Need & Want
- 2007: Rhythm Divine 007
- 2007: Letting Go (mit Kristine W)
- 2007: My Rocket
- 2007: We Are Nothing
- 2008: No More